# Lijst van pausen
Dit is een chronologische lijst van pausen van de Katholieke Kerk.

## Toelichtingen bij de lijst

### Titulatuur
De eerste bisschop van Rome die zichzelf paus noemde, was Siricius (384-399). Ook zijn voorgangers worden met terugwerkende kracht echter doorgaans als paus aangeduid. Dit blijkt uit de door het Vaticaan gehanteerde nummering, waarin Siricius de 38e paus is. 

### Paus en tegenpaus
Al sinds de derde eeuw kwam het geregeld voor dat er meerdere pausen tegelijk waren. In deze gevallen erkent de Kerk een van de pausen als rechtmatig en reduceert de andere daarmee tot tegenpaus. In veel gevallen is echter niet eenduidig vast te stellen of een paus al dan niet rechtmatig was. Sommige pausen die in hun eigen tijd als rechtmatig golden, worden thans als tegenpaus beschouwd of om andere redenen niet meer meegerekend: zo heeft het Vaticaan in 1961 "Stefanus (II)" uit de lijst geschrapt.

### Nummering
Door deze problematiek treden er in de nummering van de pausen verschillende onregelmatigheden op. Door het schrappen van Stefanus (II) moesten al zijn latere naamgenoten worden omgenummerd. In deze lijst worden ze genoemd met hun nieuwe nummer en tussen haakjes het oude nummer: Stefanus III (IV). Hetzelfde geldt voor de latere naamgenoten van Felix II, die thans als tegenpaus geldt: Felix III (IV), enzovoorts. De tegenpausen Alexander V en Johannes XVI worden in de nummering meegerekend. Daarom zijn er geen "legitieme" pausen van deze namen en gaat men dus van Alexander IV naar Alexander VI en van Johannes XV naar Johannes XVII. Een paus of tegenpaus Johannes XX bestaat door verwarring met de telling zelfs helemaal niet.
Een ander probleem is verwarring van namen door het overschrijven van oude geschriften. Zo kwam vroeger op lijsten een paus Donus II voor. Deze vermelding was echter het gevolg van verwarring van de naam "Donus" met de titel "dominus" (heer). In werkelijkheid was er maar één paus Donus. Het ontbreken van Martinus II en Martinus III op de lijst, die van Martinus I naar Martinus IV gaat, is dan weer te wijten aan verwarring met de naam Marinus. Van Marinus I en Marinus II nam men ooit aan dat ze ook Martinus heetten. Een geval apart is pausin Johanna, van wie men aanneemt dat ze nooit heeft bestaan en daarom hier noch als paus noch als tegenpaus is opgenomen.

## Namen
Pausen bleven de eerste eeuwen ook na hun wijding hun doopnaam gebruiken. De eerste paus die zijn naam veranderde is, voor zover bekend, Johannes II (533-535). Hij heette eigenlijk Mercurius, maar de verwijzing naar de heidense god Mercurius werd ongepast geacht. Uit soortgelijke motieven handelden Johannes XII (955-964), eigenlijk Octavianus, en Johannes XIV (983–984), eigenlijk Petrus. Vanaf Gregorius V (996-999) en Silvester II (999-1003), die beiden een Germaanse naam hadden, werd het gebruikelijk dat pausen bij hun wijding een nieuwe naam aannamen. De laatste paus die zijn doopnaam behield was Marcellus ll. Voor Franciscus, die in 2013 paus werd, was Lando (913-914) de laatste paus die een naam koos die niet door minstens één paus eerder was gedragen. Min of meer een uitzondering betreft Johannes Paulus I (1978), die twee eerder gebruikte namen combineerde.
De pauselijke namen worden in de meeste Europese talen vertaald indien er een plaatselijk equivalent bestaat. Zo heten de pausen genaamd Gregorius in het Engels Gregory, in het Duits Gregor, in het Frans Grégoire en in het Tsjechisch Řehoř. In veel niet-westerse talen worden de namen uit een andere taal gebruikt, zoals de Franse vormen in het Turks en de Spaanse in het Tagalog.
In het Nederlands worden in tegenstelling tot in de andere Germaanse talen vrijwel uitsluitend de Latijnse namen gebruikt. Nederlandse vormen als Gregoor (Gregorius), Urbaan (Urbanus), Steven (Stephanus), Bonifaas (Bonifatius) enzovoorts zijn in de negentiende eeuw in onbruik geraakt (zie de lijst van Nederlandse namen van pausen). Als werkelijk vernederlandste naam is thans alleen Nicolaas (Nicolaus) nog gangbaar. Voorts spelt men in het Nederlands doorgaans Johannes, Adrianus en Celestinus in plaats van Ioannes, Hadrianus en Coelestinus, en vervangt men ph door f, zoals in Stefanus voor Stephanus.
Ook in het Latijn komen variaties voor. Zo heetten de eerste drie pausen die nu Sixtus worden genoemd Xystus. Andere voorbeelden van variatie zijn Cono/Conon, Cletus/Anacletus en Deusdedit/Adeodatus. Daarnaast zijn er spellingsvariaties als Bonifatius/Bonifacius en Silvester/Sylvester. Zie voor specifieke naamgevingsproblemen de opmerkingen bij de desbetreffende pausen.

## Statistiek
- In totaal 309 pausen, van wie:
  - 267 door de Katholieke Kerk erkende
  - 32 tegenpausen in Rome, twee in Pisa en vijf in Avignon
  - drie wier legitimiteit omstreden is
- De meest voorkomende naam is Johannes (26 maal tot XXIII en tweemaal in de combinatie Johannes Paulus), waarbij VIII en XXIII dubbel voorkomen (rechtmatige en tegenpaus), XVI slechts door een tegenpaus werd gevoerd en XX niet voorkomt (zie paus Johannes XX). De tweede plaats delen de namen Gregorius en Benedictus (beide 18 maal tot XVI), gevolgd door Clemens (17 maal tot XIV) en Leo (14 maal tot XIV) op de vierde plaats en vijfde plaats.
- Het kortste pontificaat is dat van Urbanus VII, met dertien dagen in 1590. Tot het schrappen van Stefanus (II) in 1961 gold diens pontificaat met drie dagen als kortste.
- Mede doordat de meeste pausen al op leeftijd zijn bij hun aantreden komen korte pontificaten, en daardoor ook Driepausenjaren vaak voor in de kerkgeschiedenis, zeker wanneer men niet alleen kalenderjaren, maar ook willekeurige periodes van twaalf maanden meerekent. Het eerste jaar met drie officiële pausen was 752, het laatste 1978. Er is zelfs één Vierpausenjaar geweest, namelijk 1276.
- Het langste pontificaat is dat van de eerste paus, Petrus, die volgens historisch niet betrouwbare bronnen 34 of 37 jaar zou hebben geregeerd. Mensen die Petrus niet als paus meerekenen beschouwen het pontificaat van Pius IX, met 31 jaar, zeven maanden en 23 dagen van 1846 tot 1878, als langste.
- H.: Heilige
- Z.: Zalige
- E.: Eerbiedwaardigheid
- D.G.: Dienaar Gods

## Lijst van pausen (33-heden)

### 1e–5e eeuw (33-499)
Zie ook Vroege christendom.

#### 1e eeuw (33-107)
| Nr. | Paus | Paus         | Pontificaat                      | Geboorteplaats            | Opmerkingen |
| --- | ---- | ------------ | -------------------------------- | ------------------------- | --- |
| 1   |      | H. Petrus    | 33 - 64/67 (31 à 34 jaar)        | Bethsaida, Galilea        | Apostel van Jezus, van wie hij de sleutels tot het koninkrijk van God kreeg, volgens Matteüs 16:18-19. Geëxecuteerd door middel van kruisiging ondersteboven. Feestdag (Hoogfeest van de Heilige Petrus en Paulus): 29 juni. Stoel van Sint-Pieter: 22 februari. Erkend door de Katholieke Kerk als de eerste bisschop van Rome (=paus), aangewezen door Christus. |
| 2   |      | H. Linus     | 64/67(?) - 76/79(?) (~12 jaar)   | Toscane                   | Stelde eerste 15 bisschoppen in het westelijke Romeinse Rijk aan. Feestdag: 23 september. |
| 3   |      | H. Anacletus | 76/79(?) - 88/92 (~12 à 13 jaar) | Rome, Romeinse Keizerrijk | Ook Cletus genoemd, maar mogelijk was dit een andere persoon. Wijding van de eerste bisschoppen. Feestdag: 26 april. |
| 4   |      | H. Clemens I | 88/92 - 97 (5 à 9 jaar)          | Rome, Romeinse Keizerrijk | Vaststelling ritus van het vormsel. Feestdag: 23 november. |
| 5   |      | H. Evaristus | 97/99 - 105/107 (~8 jaar)        | Bethlehem, Judea          | Grondlegger College van Kardinalen. Feestdag: 26 oktober. |

#### 2e eeuw (107-217)
| Nr. | Paus | Paus                         | Pontificaat                     | Geboorteplaats      | Opmerkingen                                                                    |
| --- | ---- | ---------------------------- | ------------------------------- | ------------------- | ------------------------------------------------------------------------------ |
| 6   |      | H. Alexander I               | 105/107 - 115/116 (9 à 10 jaar) | Rome                |                                                                                |
| 7   |      | H. Sixtus I Xystus           | 115/116 - 125 (9 à 10 jaar)     | Rome                | Feestdag: 6 april.                                                             |
| 8   |      | H. Telesforus Telesphorus    | 125 - 136/138 (11 à 13 jaar)    | Terranova da Sibari | Richtlijnen voor de mis/invoering van de Vastentijd Marteldood                 |
| 9   |      | H. Hyginus                   | 136/138 - 140/142 (4 jaar)      | Athene, Griekenland | Kerken naar heiligen vernoemen/instelling van peetouders. Feestdag: 11 januari |
| 10  |      | H. Pius I                    | 140/142 - 155 (13 à 15 jaar)    | Aquileia            | Feestdag: 11 juli                                                              |
| 11  |      | H. Anicetus                  | 155 - 166 (11 jaar)             | Emesa, Syrië        | Paasviering/vervolging gnostici. Feestdag: 17 april                            |
| 12  |      | H. Soter Soter(us)           | c. 166 - 174/175 (~8 à 9 jaar)  | Fondi               | Paasviering/zegening van huwelijken. Feestdag: 22 april                        |
| 13  |      | H. Eleuterus Eleut(h)er(i)us | 174/175 - 189 (14 à 15 jaar)    | Nicopolis           | Vervolging gnostici. Feestdag: 6 mei                                           |
| 14  |      | H. Victor I                  | 189 - 198/199 (9 à 10 jaar)     | Romeins Afrika      | Verkiezing bisschop van Rome tot machtigste man/Latijn wordt kerktaal          |
| 15  |      | H. Zefyrinus Zephyrinus      | 199 - 217 (18 jaar)             | Rome                | Vervolging gnostici/invoering van de hostieschalen                             |

#### 3e eeuw (217-304)
| Nr. | Paus | Paus                             | Pontificaat                                           | Geboorteplaats        | Opmerkingen |
| --- | ---- | -------------------------------- | ----------------------------------------------------- | --------------------- | --- |
| -   |      | H. Hippolytus                    | 217 - 235 (~18 jaar)                                  | Rome                  | Was de eerste tegenpaus. Enige tegenpaus die een Heilige is.                                                                 |
| 16  |      | H. Calixtus I Calixtus, Calistus | c. 217 - 222/223 (~5 à 6 jaar)                        | Iberisch Schiereiland | Absolutie van alle zonden wordt mogelijk. Feestdag: 14 oktober.                                                              |
| 17  |      | H. Urbanus I                     | 222/223 - 230 (~7 à 8 jaar)                           | Rome                  | |
| 18  |      | H. Pontianus                     | 21 juli 230 - 28 september 235 (5 jaar en 69 dagen)   | Rome                  | Einde schisma van Hippolytus. Ordening van de psalmen. Trad af na zijn verbanning naar Sardinië door Keizer Maximinus Thrax. |
| 19  |      | H. Anterus                       | 21 november 235 - 3 januari 236 (43 dagen)            | Petilia Policastro    | |
| 20  |      | H. Fabianus                      | 10 januari 236 - 20 januari 250 (14 jaar en 10 dagen) | Rome                  | Zending naar Frankrijk. Feestdag: 20 januari.                                                                                |
| -   |      | Sedisvacatie                     | 6/11 maart 251 (1 jaar en 45/50 dagen)                |                       | 15 maanden zonder paus. |
| -   |      | Novatianus                       | maart 251 - 258 (~7 jaar)                             |                       | Tegenpaus |
| 21  |      | H. Cornelius                     | 6/11 maart 251 - juni 253 (2 jaar en ~3 maanden)      |                       | Christenvervolging door Decius. Feestdag: 16 september.                                                                      |
| 22  |      | H. Lucius I                      | 25 juni 253 - 5 maart 254 (253 dagen)                 | Rome                  | Christenvervolging door Valerianus I. Feestdag: 4 maart.                                                                     |
| 23  |      | H. Stefanus I Stephanus          | 12 mei 254 - 2 augustus 257 (3 jaar en 82 dagen)      | Rome                  | Schisma van Cyprianus over ketterdoop. Feestdag: 2 augustus.                                                                 |
| 24  |      | H. Sixtus II Xystus              | 30/31 augustus 257 - 6 augustus 258 (340/341 dagen)   | Griekenland           | Verzoeningspoging met betrekking tot ketterdoop. gedood tijdens vervolging                                                   |
| -   |      | Sedisvacatie                     | 6 augustus 258 - 22 juli 259 (350 dagen)              |                       | 9 maanden zonder paus. |
| 25  |      | H. Dionysius                     | 22 juli 259 - 26 december 268 (9 jaar en 157 dagen)   | Griekenland           | Verzoening ruzie over ketterdoop. Feestdag: 26 december.                                                                     |
| 26  |      | H. Felix I                       | 5 januari 269 - 30 december 274 (5 jaar en 359 dagen) | Rome                  | |
| 27  |      | H. Eutychianus                   | 4 januari 275 - 7 december 283 (8 jaar en 337 dagen)  |                       | |
| 28  |      | H. Cajus                         | 17 december 283 - 22 april 296 (12 jaar en 127 dagen) |                       | Leken kunnen geen bisschop worden. Feestdag: 22 april.                                                                       |
| 29  |      | H. Marcellinus                   | 30 juni 296 - 1 april 304 (7 jaar en 276 dagen)       |                       | Hoogtepunt christenvervolging. Feestdag: 26 april.                                                                           |

#### 4e eeuw (304-401)
| Nr. | Paus | Paus                               | Pontificaat                                              | Geboorteplaats                | Opmerkingen |
| --- | ---- | ---------------------------------- | -------------------------------------------------------- | ----------------------------- | --- |
| -   |      | Sedisvacatie                       | 1 april 304 - 308                                        |                               | 4 jaar zonder paus. |
| 30  |      | H. Marcellus I                     | 308 - 309 (~1 jaar)                                      |                               | Verplichting celibaat. vermoord |
| 31  |      | H. Eusebius                        | c. 309 - c. 310 (~1 jaar)                                |                               | |
| 32  |      | H. Miltiades Miltiades, Melchiades | 2 juli 311 - 10 januari 314 (2 jaar en 192 dagen)        | Afrika                        | Eerste paus na het einde van de christenvervolgingen. Edict van Milaan. Concilie van Arles |
| 33  |      | H. Silvester I                     | 31 januari 314 - 31 december 335 (21 jaar en 334 dagen)  | Sant'Angelo a Scala, Avellino | Concilie van Nicea I. Gebruik geloofsbelijdenis. Concilie van Antiochië. Feestdag: 31 december. |
| 34  |      | H. Marcus                          | 18 januari 336 - 7 oktober 336 (263 dagen)               | Rome                          | Eerste religieuze kalender. Feestdag: 7 oktober. |
| 35  |      | H. Julius I                        | 6 februari 337 - 12 april 352 (15 jaar en 66 dagen)      | Rome                          | Concilie van Sardica. |
| 36  |      | Liberius                           | 17 mei 352 - 24 september 366 (14 jaar en 130 dagen)     |                               | Concilie van Arles. Concilie van Milaan. Concilie van Sirmium. Concilie van Alexandrië. Vroegste paus die nog niet gecanoniseerd is door de Roomse Kerk. In de orthodoxe kerk is hij wel een heilige. |
| -   |      | Felix II                           | 355 - 22 november 365 (~10 jaar)                         |                               | Tegenpaus, wordt toch soms als paus beschouwd. |
| 37  |      | H. Damasus I                       | 1 oktober 366 - 11 december 384 (18 jaar en 71 dagen)    | Idanha-a-Velha, Portugal      | Concilie van Constantinopel I. Concilie van Laodicea |
| -   |      | Ursinus                            | 366 - 367 (~1 jaar)                                      |                               | Tegenpaus. |
| 38  |      | H. Siricius                        | 11 december 384 - 26 november 399 (14 jaar en 350 dagen) |                               | |
| 39  |      | H. Anastasius I                    | 27 november 399 - 19 december 401 (2 jaar en 22 dagen)   |                               | |

#### 5e eeuw (401-499)
| Nr. | Paus | Paus                        | Pontificaat                                                    | Geboorteplaats           | Opmerkingen |
| --- | ---- | --------------------------- | -------------------------------------------------------------- | ------------------------ | --- |
| 40  |      | H. Innocentius I            | 22 december 401 - 12 maart 417 (15 jaar en 80 dagen)           |                          | |
| 41  |      | H. Zosimus                  | 18 maart 417 - 26 december 418 (1 jaar en 283 dagen)           | Mesoraca                 | Verwerping van het pelagianisme.                                                                                 |
| 42  |      | H. Bonifatius I             | 28/29 december 418 - 4 september 422 (3 jaar en 249/250 dagen) |                          | |
| -   |      | Eulalius                    | december 418 - 3 april 419 (~4 maanden)                        |                          | Tegenpaus |
| 43  |      | H. Celestinus I Coelestinus | 10 september 422 - 27 juli 432 (9 jaar en 321 dagen)           | Rome, West-Romeinse Rijk | Concilie van Efeze                                                                                               |
| 44  |      | H. Sixtus III               | 31 juli 432 - maart/augustus 440 (7 jaar en ~7 à ~12 maanden)  |                          | |
| 45  |      | H. Leo I                    | 29 september 440 - 10 november 461 (21 jaar en 42 dagen)       | Rome, West-Romeinse Rijk | Overtuigde Attila de Hun om af te zien van een invasie in Italië. Concilie van Chalcedon. Feestdag: 10 november. |
| 46  |      | H. Hilarius                 | 19 november 461 - 29 februari 468 (6 jaar en 102 dagen)        | Sardinia                 | |
| 47  |      | H. Simplicius               | 3 maart 468 - 10 maart 483 (15 jaar en 7 dagen)                | Tivoli                   | Val West-Romeinse Rijk                                                                                           |
| 48  |      | H. Felix II (Felix III)     | 13 maart 483 - 1 maart 492 (8 jaar en 354 dagen)               | Rome, West-Romeinse Rijk | Soms ook wel Felix III genoemd. Schisma van Acacius.                                                             |
| 49  |      | H. Gelasius I               | 1 maart 492 - 21 november 496 (4 jaar en 265 dagen)            | Afrika                   | Canon van de Bijbel                                                                                              |
| 50  |      | Anastasius II               | 24 november 496 - 19 november 498 (1 jaar en 360 dagen)        |                          | |
| 51  |      | H. Symmachus                | 22 november 498 - 19 juli 514 (15 jaar en 239 dagen)           | Sardinië                 | |
| -   |      | Laurentius                  | 22 november 498 - 1 maart 499 (99 dagen)                       |                          | Tegenpaus |

### 6e–10e eeuw (502-1003)

#### 6e eeuw (502-604)
| Nr. | Paus | Paus                                                 | Pontificaat                                            | Geboorteplaats                      | Opmerkingen                                                                                       |
| --- | ---- | ---------------------------------------------------- | ------------------------------------------------------ | ----------------------------------- | ------------------------------------------------------------------------------------------------- |
| -   |      | Laurentius                                           | 502 - 506 (~4 jaar)                                    |                                     | Tweede periode als tegenpaus                                                                      |
| 52  |      | H. Hormisdas                                         | 20 juli 514 - 19 juli 523 (8 jaar en 364 dagen)        | Frosinone, Zuidelijk Latium         | Vader van paus Silverius                                                                          |
| 53  |      | H. Johannes I Ioannes Giovanni                       | 13 augustus 523 - 18 mei 526 (2 jaar en 278 dagen)     | Toscana                             |                                                                                                   |
| 54  |      | H. Felix III (Felix IV) Felice                       | 13 juli 526 - 22 september 530 (4 jaar en 71 dagen)    | Samnium                             | Soms ook Felix IV genoemd                                                                         |
| -   |      | Dioscurus                                            | 22 september 530 - 14 oktober 530 (22 dagen)           |                                     | Tegenpaus                                                                                         |
| 55  |      | Bonifatius II Bonifacio                              | 22 september 530 - 17 oktober 532 (2 jaar en 25 dagen) | Rome, zoon van Ostrogotische ouders |                                                                                                   |
| 56  |      | Johannes II Ioannes Mercurio                         | 2 januari 533 - 8 mei 535 (2 jaar en 126 dagen)        | Rome                                | Eerste paus die niet zijn eigen naam behield. Dit omdat Mercurius een Romeinse god was.           |
| 57  |      | H. Agapetus I Agapito                                | 13 mei 535 - 22 april 536 (345 dagen)                  | Rome, Ostrogotische Rijk            | Feestdag: 22 april en 20 september.                                                               |
| 58  |      | H. Silverius                                         | 1 juni 536 - 11 november 537 (1 jaar en 163 dagen)     |                                     | Verbannen; Feestdag: 20 juni, zoon van paus Hormisdas                                             |
| 59  |      | Vigilius                                             | 29 maart 537 - 7 juni 555 (18 jaar en 70 dagen)        | Rome                                | Vijand van Silverius. Concilie van Constantinopel II                                              |
| 60  |      | Pelagius I                                           | 16 april 556 - 4 maart 561 (4 jaar en 322 dagen)       | Rome                                |                                                                                                   |
| 61  |      | Johannes III Ioannes Catelinus                       | 17 juli 561 - 13 juli 574 (12 jaar en 361 dagen)       | Rome, Oost-Romeinse Rijk            |                                                                                                   |
| 62  |      | Benedictus I                                         | 2 juni 575 - 30 juli 579 (4 jaar en 58 dagen)          |                                     |                                                                                                   |
| 63  |      | Pelagius II                                          | 26 november 579 - 7 februari 590 (10 jaar en 73 dagen) | Rome                                |                                                                                                   |
| 64  |      | H. Gregorius I, O.S.B. (Gregorius de Grote) Gregorio | 3 september 590 - 12 maart 604 (13 jaar en 191 dagen)  | Rome                                | De eerste die de titels "servus servorum Dei" en "pontifex maximus" droeg. Feestdag: 3 september. |

#### 7e eeuw (604-701)
| Nr. | Paus | Paus                               | Pontificaat                                              | Geboorteplaats                       | Opmerkingen |
| --- | ---- | ---------------------------------- | -------------------------------------------------------- | ------------------------------------ | --- |
| 65  |      | Sabinianus                         | 13 september 604 - 22 februari 606 (1 jaar en 162 dagen) | Blera                                | |
| 66  |      | Bonifatius III Bonifacio           | 19 februari 607 - 12 november 607 (266 dagen)            | Rome                                 | |
| 67  |      | H. Bonifatius IV, O.S.B. Bonifacio | 25 augustus 608 - 8 mei 615 (6 jaar en 256 dagen)        | Marsi                                | Eerste paus die dezelfde naam koos als die van zijn voorganger.                                                 |
| 68  |      | H. Adeodatus I Deusdedit           | 19 oktober 615 - 8 november 618 (3 jaar en 20 dagen)     | Rome                                 | Soms ook Deusdedit genoemd, vandaar dat paus Adeodatus II soms ook wel Adeodatus genoemd wordt, zonder nummer.  |
| 69  |      | Bonifatius V Bonifacio             | 23 december 619 - 25 oktober 625 (5 jaar en 306 dagen)   | Napels                               | |
| 70  |      | Honorius I Onorio                  | 27 oktober 625 - 12 oktober 638 (12 jaar en 350 dagen)   | Campania                             | Bij het Concilie van Constantinopel III (680) als ketter benoemd en vervloekt.                                  |
| 71  |      | Severinus Severino                 | oktober 638 - 2 augustus 640 (1 jaar en ~10 maanden)     | Rome                                 | |
| 72  |      | Johannes IV Ioannes Ivan           | 24 december 640 - 12 oktober 642 (1 jaar en 292 dagen)   | Zadar, Dalmatia, Byzantijnse Rijk    | |
| 73  |      | Theodorus I                        | 24 november 642 - 14 mei 649 (6 jaar en 171 dagen)       | Jeruzalem                            | |
| 74  |      | H. Martinus I Martino              | juli 649 - 16 september 655 (6 jaar, ~2 maanden)         | Nabij Todi, Umbria, Byzantijnse Rijk | Feestdag: 12 november.                                                                                          |
| 75  |      | H. Eugenius I Eugenio              | 10 augustus 654 - 2 juni 657 (2 jaar en 296 dagen)       | Rome                                 | Werd op 10 augustus 654 geïnstalleerd als tegenpaus. Na de dood van paus Martinus I werd hij de officiële paus. |
| 76  |      | H. Vitalianus                      | 30 juli 657 - 27 januari 672 (14 jaar en 181 dagen)      | Segni, Byzantijnse Rijk              | |
| 77  |      | Adeodatus II, O.S.B.               | 11 april 672 - 17 juni 676 (4 jaar en 67 dagen)          | Rome                                 | Soms ook paus Adeodatus (zonder nummer) genoemd, indien paus Adeodatus I Deusdedit wordt genoemd.               |
| 78  |      | Donus                              | 2 november 676 - 11 april 678 (1 jaar en 160 dagen)      | Rome                                 | |
| 79  |      | H. Agatho                          | 27 juni 678 - 10 januari 681 (2 jaar en 197 dagen)       | Sicilië                              | Concilie van Constantinopel III.                                                                                |
| 80  |      | H. Leo II Leo                      | 17 augustus 682 - 3 juli 683 (320 dagen)                 | Sicilië                              | Feestdag: 3 juli                                                                                                |
| 81  |      | H. Benedictus II Benedetto         | 26 juni 684 - 8 mei 685 (316 dagen)                      | Rome                                 | Feestdag: 7 mei                                                                                                 |
| 82  |      | Johannes V Ioannes                 | 12 juli 685 - 2 augustus 686 (1 jaar en 21 dagen)        | Syrië                                | |
| 83  |      | Conon                              | 21 oktober 686 - 22 september 687 (336 dagen)            |                                      | |
| -   |      | Theodorus II                       | september 687 - december 687 (~3 maanden)                |                                      | Tegenpaus. |
| -   |      | Paschalis I                        | december 687 - 692                                       |                                      | Tegenpaus. |
| 84  |      | H. Sergius I                       | 15 december 687 - 8 september 701 (13 jaar en 267 dagen) | Sicilië                              | |

#### 8e eeuw (701-816)
| Nr. | Paus | Paus                                         | Pontificaat                                                                   | Geboorteplaats           | Opmerkingen |
| --- | ---- | -------------------------------------------- | ----------------------------------------------------------------------------- | ------------------------ | --- |
| 85  |      | Johannes VI Ioannes Ιωάννης                  | 30 oktober 701 - 11 januari 705 (3 jaar en 73 dagen)                          | Griekenland              | |
| 86  |      | Johannes VII Ioannes Ιωάννης                 | 1 maart 705 - 18 oktober 707 (2 jaar en 231 dagen)                            | Rossano, Calabrië        | Tweede paus die dezelfde naam draagt als zijn directe voorganger. |
| 87  |      | Sisinnius                                    | 15 januari 708 - 4 februari 708 (20 dagen)                                    | Syrië                    | |
| 88  |      | Constantijn I Constantinus                   | 25 maart 708 - 9 april 715 (7 jaar en 15 dagen)                               | Syrië                    | De laatste paus tot aan Johannes Paulus II in 2001 die tijdens het pontificaat Griekenland bezocht. |
| 89  |      | H. Gregorius II Gregorio                     | 19 mei 715 - 11 februari 731 (15 jaar en 268 dagen)                           | Rome                     | Feestdag: 11 februari |
| 90  |      | H. Gregorius III                             | 18 maart 731 - 28 november 741 (10 jaar en 255 dagen)                         | Syrië                    | Derde paus die dezelfde naam droeg als zijn directe voorganger. |
| 91  |      | H. Zacharias                                 | dec 741 - 14/22 maart 752 (10 jaar en 102/110 dagen)                          | Santa Severina, Calabrië | Feestdag: 15 maart. |
| -   |      | Stefanus (II) Stephanus                      | 23 maart 752 - 25 maart 752 (2 dagen, is nooit begonnen aan zijn pontificaat) |                          | Ook Stefanus II genoemd. Stierf drie dagen na zijn verkiezing, en vóór zijn inhuldiging als paus. Sommige lijsten nemen deze "paus" nog steeds op. Het Vaticaan verwijderde zijn naam in 1961 van de lijst, zodat hij sindsdien door de Katholieke Kerk niet meer als paus wordt gezien. |
| 92  |      | Stefanus II (Stefanus III) Stephanus         | 26 maart 752 - 26 april 757 (5 jaar en 31 dagen)                              |                          | Soms ook Stefanus III genoemd. |
| 93  |      | H. Paulus I Paolo                            | 29 mei 757 - 28 juni 767 (10 jaar en 30 dagen)                                | Rome                     | |
| -   |      | Constantijn II Constantinus                  | 28 juni 767 - 6 augustus 768 (1 jaar en 39 dagen)                             |                          | Tegenpaus. |
| -   |      | Filippus                                     | 31 juli 768 (1 dag)                                                           |                          | Tegenpaus. |
| 94  |      | Stefanus III (Stefanus IV) Stephanus Stefano | 1/7 augustus 767 - 24 januari 772 (4 jaar en 170/176 dagen)                   | Sicilië                  | Soms ook Stefanus IV genoemd. |
| 95  |      | Adrianus I Adriano                           | 1 februari 772 - 26 december 795 (23 jaar en 328 dagen)                       | Rome                     | Concilie van Nicea II |
| 96  |      | H. Leo III Leo                               | 26 december 795 - 12 juni 816 (20 jaar en 169 dagen)                          | Rome                     | Kroonde Karel de Grote tot keizer van wat uiteindelijk het Heilige Roomse Rijk zou worden. Aanslag overleefd |

#### 9e eeuw (816-903)
| Nr. | Paus | Paus                                            | Pontificaat                                            | Geboorteplaats | Opmerkingen                                               |                    |
| --- | ---- | ----------------------------------------------- | ------------------------------------------------------ | -------------- | --------------------------------------------------------- | ------------------ |
| 97  |      | H. Stefanus IV (Stefanus V) Stephanus           | 12 juni 816 - 24 januari 817 (226 dagen)               |                | Soms ook Stefanus V genoemd.                              |                    |
| 98  |      | H. Paschalis I Pasquale                         | 25 januari 817 - 11 februari 824 (7 jaar en 17 dagen)  | Rome           |                                                           |                    |
| 99  |      | Eugenius II                                     | 8 mei 824 - augustus 827 (3 jaar en ~3 maanden)        | Rome           |                                                           |                    |
| 100 |      | Valentinus                                      | augustus 827 - september 827 (~1 maand)                | Rome           |                                                           |                    |
| 101 |      | Gregorius IV                                    | oktober 827 - januari 844 (~17 jaar)                   | Rome           |                                                           |                    |
| 102 |      | Sergius II                                      | januari 844 - 7 januari 847 (~3 jaar)                  | Rome           |                                                           |                    |
| -   |      | Johannes VIII Ioannes                           | januari 844 (enkele dagen)                             |                | Tegenpaus.                                                |                    |
| 103 |      | H. Leo IV, O.S.B.                               | januari 847 - 17 juli 855 (8 jaar en ~6 maanden)       | Rome           |                                                           |                    |
| -   |      | Anastasius III                                  | 855 (<1 jaar)                                          |                | Tegenpaus.                                                |                    |
| 104 |      | Benedictus III                                  | 29 september 855 - 7 april 858 (~3 jaar)               | Rome           |                                                           |                    |
| 105 |      | H. Nicolaas I (Nicolaas de Grote) Nicolaus      | 24 april 858 - 13 november 867 (9 jaar en 203 dagen)   | Rome           |                                                           |                    |
| 106 |      | Adrianus II Hadrianus                           | 14 december 867 - 14 december 872 (5 jaar en 0 dagen)  | Rome           |                                                           |                    |
| 107 |      | Johannes VIII Ioannes                           | 14 december 872 - 16 december 882 (10 jaar en 2 dagen) | Rome           |                                                           |                    |
| 108 |      | Marinus I                                       | 16 december 882 - 15 mei 884 (1 jaar en 151 dagen)     | Rome           | Soms onterecht ook wel Martinus II genoemd.               |                    |
| 109 |      | H. Adrianus III Hadrianus                       | 17 mei 884 - c. september 885 (1 jaar en ~8 maanden)   | Rome           |                                                           |                    |
| 110 |      | Stefanus V (Stefanus VI) Stephanus              | 885 - 14 september 891 (~6 jaar)                       | Rome           | Ook Stefanus VI genoemd.                                  |                    |
| 111 |      | Formosus                                        | 19 september 891 - 4 april 896 (4 jaar en 198 dagen)   | Ostia          | Postuum geëxecuteerd naar aanleiding van de Kadaversynode |                    |
| 112 |      | Bonifatius VI                                   | 4 april 896 - 19 april 896 (15 dagen)                  | Rome           |                                                           | Ongeldig verklaard |
| 113 |      | Stefanus VI (Stefanus VII) Stephanus (Septimus) | 22 mei 896 - augustus 897 (1 jaar en ~3 maanden)       |                | Ook Stefanus VII genoemd. Afgezet en gewurgd              |                    |
| 114 |      | Romanus Romano                                  | augustus 897 - november 897 (~ 2 maanden)              | Gallese, Rome  |                                                           |                    |
| 115 |      | Theodorus II                                    | december 897 (<1 maand)                                | Rome           |                                                           |                    |
| 116 |      | Johannes IX, O.S.B. Ioannes                     | januari 898 - januari 900 (~2 jaar)                    | Tivoli         |                                                           |                    |
| -   |      | Sergius III                                     | 898 (<1 jaar)                                          |                | Tegenpaus.                                                |                    |
| 117 |      | Benedictus IV                                   | 900 - 903 (~3 jaar)                                    | Rome           |                                                           |                    |

#### 10e eeuw (903-1003)
| Nr. | Paus | Paus                                   | Pontificaat                                               | Geboorteplaats                 | Opmerkingen |
| --- | ---- | -------------------------------------- | --------------------------------------------------------- | ------------------------------ | --- |
| 118 |      | Leo V                                  | juli 903 - september 903 (~2 maanden)                     | Ardea                          | |
| -   |      | Christoforus Christophorus             | oktober 903 - januari 904 (~3 maanden)                    |                                | Tegenpaus. |
| 119 |      | Sergius III                            | 29 januari 904 - 14 april 911 (7 jaar en 75 dagen)        | Rome                           | Begin van de "Saeculum obscurum" |
| 120 |      | Anastasius III                         | april 911 - juni 913 (2 jaar en ~2 maanden)               | Rome                           | |
| 121 |      | Lando                                  | juli/augustus 913 - februari/maart 914 (~5 maanden)       | Sabina                         | Laatste paus tot Johannes Paulus I (1978) met een unieke naam, en de laatste tot Franciscus (2013) met een geheel unieke naam.                                                                                 |
| 122 |      | Johannes X Ioannes                     | maart 914 - mei 928 (14 jaar en ~2 maanden)               | Romagna                        | |
| 123 |      | Leo VI                                 | mei 928 - december 928 (~7 maanden)                       | Rome                           | |
| 124 |      | Stefanus VII (Stefanus VIII) Stephanus | december 928 - februari 931 (2 jaar en ~2 maanden)        | Rome                           | Ook Stefanus VIII genoemd. |
| 125 |      | Johannes XI Ioannes                    | februari/maart 931 - december 935 (4 jaar en ~10 maanden) | Rome                           | |
| 126 |      | Leo VII, O.S.B.                        | 3 januari 936 - 13 juli 939 (3 jaar en 191 dagen)         |                                | |
| 127 |      | Stefanus VIII (Stefanus IX) Stephanus  | 14 juli 939 - oktober 942 (3 jaar en ~3 maanden)          | Rome                           | Ook Stefanus IX genoemd. |
| 128 |      | Marinus II                             | 30 oktober 942 - mei 946 (3 jaar en ~7 maanden)           | Rome                           | Soms ook onterecht Martinus III genoemd. |
| 129 |      | Agapetus II                            | 10 mei 946 - december 955 (9 jaar en ~7 maanden)          | Rome                           | |
| 130 |      | Johannes XII Ioannes Octavianus        | 16 december 955 - 14 mei 964 (8 jaar en 150 dagen)        | Rome                           | Afgezet in 963 door Keizer Otto. Einde van de "Saeculum obscurum" |
| 131 |      | Benedictus V                           | 22 mei 964 - 23 juni 964 (32 dagen)                       | Rome                           | Gekozen na de dood van Johannes XII door de bevolking van Rome, tegenover hem stond Leo VIII die door Keizer Otto werd benoemd. Benedictus accepteerde zijn afzetting in 964, waardoor Leo de enige paus werd. |
| 132 |      | Leo VIII                               | juli 964 - 1 maart 965 (~7 maanden)                       | Rome                           | Gekozen door Keizer Otto in 963 als tegenpaus van Johannes XII en Benedictus V. Nadat laatstgenoemde vrijwillige afstand had gedaan van de zetel werd hij de officiële paus.                                   |
| 133 |      | Johannes XIII Ioannes                  | 1 oktober 965 - 6 september 972 (6 jaar en 341 dagen)     | Rome                           | |
| 134 |      | Benedictus VI                          | 19 januari 973 - juni 974 (1 jaar en ~5 maanden)          | Rome, Kerkelijke Staat         | Afgezet en vermoord |
| -   |      | Bonifatius VII                         | oktober 974 (~1 maand)                                    |                                | Tegenpaus. |
| 135 |      | Benedictus VII                         | oktober 974 - 10 juli 983 (8 jaar en ~9 maanden)          | Rome                           | |
| 136 |      | Johannes XIV Ioannes Pietro Campanora  | december 983 - 20 augustus 984 (~8 maanden)               | Pavia                          | |
| -   |      | Bonifatius VII                         | 20 augustus 984 - 20 juli 985 (334 dagen)                 |                                | Tweede periode als tegenpaus. |
| 137 |      | Johannes XV Ioannes                    | augustus 985 - maart 996 (10 jaar en ~7 maanden)          | Rome                           | |
| 138 |      | Gregorius V Bruno van Karinthië        | 3 mei 996 - 18 februari 999 (2 jaar en 291 dagen)         | Duitsland, Heilige Roomse Rijk | Eerste Duitse paus |
| -   |      | Johannes XVI Ioannes                   | 997 - februari 998 (~1 jaar)                              |                                | Tegenpaus. |
| 139 |      | Silvester II Gerbert d'Aurillac        | 2 april 999 - 12 mei 1003 (4 jaar en 40 dagen)            | Auvergne, Frankrijk            | Eerste Franse paus |

### 11e–15e eeuw (1003-1503)

#### 11e eeuw (1003-1101)
| Nr. | Paus | Paus                                                            | Pontificaat                                                   | Geboorteplaats                            | Opmerkingen                                                                               |
| --- | ---- | --------------------------------------------------------------- | ------------------------------------------------------------- | ----------------------------------------- | ----------------------------------------------------------------------------------------- |
| 140 |      | Johannes XVII Ioannes Sicco                                     | juni 1003 - 6 december 1003 (~6 maanden)                      | Rome, Kerkelijke Staat                    |                                                                                           |
| 141 |      | Johannes XVIII Ioannes Giovanni Fasano; Phasianus               | 25 december 1003 - juli 1009 (5 jaar en ~7 maanden)           | Rapagnano, Kerkelijke Staat               |                                                                                           |
| 142 |      | Sergius IV Pietro Boccapecora                                   | 31 juli 1009 - 12 mei 1012 (2 jaar en 286 dagen)              | Rome, Kerkelijke Staat                    |                                                                                           |
| 143 |      | Benedictus VIII Theophylactus II                                | 18 mei 1012 - 9 april 1024 (11 jaar en 327 dagen)             | Rome, Kerkelijke Staat                    |                                                                                           |
| -   |      | Gregorius VI                                                    | mei 1012 - 25 december 1012 (~7 maanden)                      |                                           | Tegenpaus                                                                                 |
| 144 |      | Johannes XIX Ioannes Romanus                                    | april/mei 1024 - 20 oktober 1032 (8 jaar en ~5 a ~6 maanden)  | Rome, Kerkelijke Staat                    |                                                                                           |
| 145 |      | Benedictus IX Theophylactus III                                 | 1032 - 1044 (~12 jaar)                                        | Rome, Kerkelijke Staat                    | Eerste termijn                                                                            |
| 146 |      | Silvester III Johannes van Sabina                               | 1045 (<1 jaar)                                                | Rome, Kerkelijke Staat                    | Validiteit van de verkiezing is twijfelachtig. Wordt soms gezien als tegenpaus. Afgezet.  |
| 147 |      | Benedictus IX Theophylactus III                                 | 1045 - 1046 (~1 jaar)                                         | Rome, Kerkelijke Staat                    | Tweede termijn, afgezet.                                                                  |
| 148 |      | Gregorius VI Johannes Gratianus                                 | april/mei 1045 - 20 december 1046 (1 jaar en ~7 a ~8 maanden) | Rome, Kerkelijke Staat                    | Afgezet                                                                                   |
| 149 |      | Clemens II Suidger                                              | 24 december 1046 - 9 oktober 1047 (289 dagen)                 | Hornburg, Heilige Roomse Rijk             | Aangewezen door Hendrik III; kroonde Hendrik III tot keizer van het Heilig Romeinse Rijk. |
| 150 |      | Benedictus IX Theophylactus III                                 | november 1047 - 1048 (<1 jaar)                                | Rome, Kerkelijke Staat                    | Derde en laatste termijn. Afgezet en geëxcommuniceerd.                                    |
| 151 |      | Damasus II Poppo                                                | 17 juli 1048 - 9 augustus 1048 (23 dagen)                     | Pildenau, Heilige Roomse Rijk             |                                                                                           |
| 152 |      | H. Leo IX Bruno                                                 | 12 februari 1049 - 19 april 1054 (5 jaar en 66 dagen)         | Eguisheim, Heilige Roomse Rijk            | Begin Oost-Westschisma.                                                                   |
| 153 |      | Victor II Gebhard                                               | 13 april 1055 - 28 juli 1057 (2 jaar en 106 dagen)            | Koninkrijk Duitsland, Heilige Roomse Rijk |                                                                                           |
| 154 |      | Stefanus IX (Stefanus X), O.S.B. Stephanus Frédéric de Lorraine | 2 augustus 1057 - 29 maart 1058 (239 dagen)                   | Lotharingen, Heilige Roomse Rijk          | Soms ook wel Stefanus X genoemd.                                                          |
| 155 |      | Nicolaas II Nicolaus Gérard de Bourgogne                        | 6 december 1058 - 27 juli 1061 (2 jaar en 233 dagen)          | Château de Chevron, Koninkrijk Bourgondië |                                                                                           |
| -   |      | Benedictus X Giovanni Mincio van Tusculum                       | 4 april 1058 - 18 januari 1059 (289 dagen)                    |                                           | Tegenpaus                                                                                 |
| 156 |      | Alexander II Anselmo da Baggio                                  | 30 september 1061 - 21 april 1073 (11 jaar en 203 dagen)      | Milaan, Italië, Heilige Roomse Rijk       |                                                                                           |
| -   |      | Honorius II Pietro Cadalus van Parma                            | 28 oktober 1061 - 30 mei 1072 (10 jaar en 218 dagen)          |                                           | Tegenpaus                                                                                 |
| 157 |      | H. Gregorius VII, O.S.B. Hildebrand                             | 22 april 1073 - 25 mei 1085 (12 jaar en 33 dagen)             | Sovana, Italië, Heilige Roomse Rijk       | Privilegeerde de titel "Papa" voor de Bisschop van Rome.                                  |
| -   |      | Clemens III Wibert van Ravenna                                  | 25 juni 1080 - 8 september 1100 (20 jaar en 75 dagen)         |                                           | Tegenpaus                                                                                 |
| 158 |      | Z. Victor III, O.S.B. Desiderio; Desiderius; Dauferius          | 24 mei 1086 - 16 september 1087 (1 jaar en 115 dagen)         | Benevento, Hertogdom Benevento            |                                                                                           |
| 159 |      | Z. Urbanus II, O.S.B. Odo van Lagery                            | 12 maart 1088 - 29 juli 1099 (11 jaar en 139 dagen)           | Lagery, Frankrijk                         | Eerste Kruistocht.                                                                        |
| 160 |      | Paschalis II, O.S.B. Raniero                                    | 13 augustus 1099 - 21 januari 1118 (18 jaar en 161 dagen)     | Bleda, Kerkelijke Staat                   |                                                                                           |
| -   |      | Theodorik Theodoricus                                           | 8 september 1100 - januari 1101 (~4 maanden)                  |                                           | Tegenpaus                                                                                 |

#### 12e eeuw (1101-1216)
| Nr. | Paus | Paus                                                | Pontificaat                                                 | Geboorteplaats                                     | Opmerkingen                                                     | Wapen                                         |
| --- | ---- | --------------------------------------------------- | ----------------------------------------------------------- | -------------------------------------------------- | --------------------------------------------------------------- | --------------------------------------------- |
| -   |      | Albert Albertus Albert van Sabina                   | januari 1101 - april/mei 1101 (105 dagen)                   |                                                    | Tegenpaus                                                       | Tegenpaus                                     |
| -   |      | Silvester IV Maginulf                               | 18 november 1105 - 11 april 1111 (5 jaar en 144 dagen)      |                                                    | Tegenpaus                                                       | Tegenpaus                                     |
| 161 |      | Gelasius II, O.S.B. Giovanni Coniulo                | 24 januari 1118 - 28 januari 1119 (1 jaar en 4 dagen)       | Gaeta, Capua                                       |                                                                 |                                               |
| -   |      | Gregorius VIII Mauritius Burdinus                   | 10 maart 1118 - 22 april 1121 (3 jaar en 43 dagen)          |                                                    | Tegenpaus                                                       | Tegenpaus                                     |
| 162 |      | Calixtus II Guido                                   | 2 februari 1119 - 13 december 1124 (5 jaar en 315 dagen)    | Quingey, Vrijgraafschap Bourgondië                 | Concilie van Lateranen I                                        | Concilie van Lateranen I                      |
| 163 |      | Honorius II, Can.Reg. Lamberto Scannabecchi         | 15 december 1124 - 13 februari 1130 (5 jaar en 60 dagen)    | Fiagnano, Kerkelijke Staat                         |                                                                 |                                               |
| -   |      | Celestinus II Coelestinus Tebaldo Buccapecus        | 16 december 1124 (1 dag)                                    |                                                    | Tegenpaus                                                       | Tegenpaus                                     |
| 164 |      | Innocentius II, Can.Reg. Gregorio Papareschi        | 14 februari 1130 - 24 september 1143 (13 jaar en 222 dagen) | Rome, Kerkelijke Staat                             | Concilie van Lateranen II                                       | Concilie van Lateranen II                     |
| -   |      | Anacletus II Pietro Pierleoni                       | 14 februari 1130 - 25 januari 1138 (7 jaar en 345 dagen)    |                                                    | Tegenpaus                                                       | Tegenpaus                                     |
| -   |      | Victor IV Gregorio Conti van Ceccano                | maart 1138 - mei 1138 (~2 maanden)                          |                                                    | Tegenpaus                                                       | Tegenpaus                                     |
| 165 |      | Celestinus II Coelestinus Guido                     | 26 september 1143 - 8 maart 1144 (164 dagen)                | Città di Castello, Kerkelijke Staat                |                                                                 |                                               |
| 166 |      | Lucius II, Can.Reg. Gerardo Caccianemici dal Orso   | 12 maart 1144 - 15 februari 1145 (340 dagen)                | Bologna, Kerkelijke Staat                          |                                                                 |                                               |
| 167 |      | Z. Eugenius III, O.Cist. Bernardo da Pisa           | 15 februari 1145 - 8 juli 1153 (8 jaar en 143 dagen)        | Pisa, Republiek Pisa                               | Tweede Kruistocht.                                              | Tweede Kruistocht.                            |
| 168 |      | Anastasius IV Corrado Demetri della Suburra         | 8 juli 1153 - 3 december 1154 (1 jaar en 148 dagen)         | Rome, Kerkelijke Staat                             |                                                                 |                                               |
| 169 |      | Adrianus IV, Can.Reg. Hadrianus Nicholas Breakspear | 4 december 1154 - 1 september 1159 (4 jaar en 271 dagen)    | Abbots Langley, Hertfordshire, Koninkrijk Engeland | De eerste en tot op heden enige Engelse paus.                   | De eerste en tot op heden enige Engelse paus. |
| 170 |      | Alexander III Rolando                               | 7 september 1159 - 30 augustus 1181 (21 jaar en 357 dagen)  | Siena, Koninkrijk Italië                           | Concilie van Lateranen III                                      | Concilie van Lateranen III                    |
| -   |      | Victor IV Octaviano de Montecello                   | 4 oktober 1159 - 20 april 1164 (4 jaar en 199 dagen)        |                                                    | Tegenpaus                                                       | Tegenpaus                                     |
| -   |      | Paschalis III Guido van Crema                       | 1164 - 20 september 1168 (~4 jaar)                          |                                                    | Tegenpaus                                                       | Tegenpaus                                     |
| -   |      | Calixtus III Johannes van Struma                    | september 1168 - 29 augustus 1178 (9 jaar en ~11 maanden)   |                                                    | Tegenpaus                                                       | Tegenpaus                                     |
| -   |      | Innocentius III Lando van Sezze                     | 29 september 1179 - januari 1180 (~4 maanden)               |                                                    | Tegenpaus                                                       | Tegenpaus                                     |
| 171 |      | Lucius III Ubaldo                                   | 1 september 1181 - 25 november 1185 (4 jaar en 85 dagen)    | Lucca, Koninkrijk Italië                           |                                                                 |                                               |
| 172 |      | Urbanus III Uberto Crivelli                         | 25 november 1185 - 19 oktober 1187 (1 jaar en 328 dagen)    | Cuggiono, Koninkrijk Italië                        |                                                                 |                                               |
| 173 |      | Gregorius VIII, Can.Reg. Alberto di Morra           | 21 oktober 1187 - 17 december 1187 (57 dagen)               | Benevento, Koninkrijk Italië                       | Aankondiging van de Derde Kruistocht                            | Aankondiging van de Derde Kruistocht          |
| 174 |      | Clemens III Paolo Scolari                           | 19 december 1187 - 20 maart 1191 (3 jaar en 91 dagen)       | Rome, Kerkelijke Staat                             |                                                                 |                                               |
| 175 |      | Celestinus III Coelestinus Giacinto Bobone          | 21 maart 1191 - 8 januari 1198 (6 jaar en 293 dagen)        | Rome, Kerkelijke Staat                             |                                                                 |                                               |
| 176 |      | Innocentius III Lothario dei Conti di Segni         | 8 januari 1198 - 16 juli 1216 (18 jaar en 190 dagen)        | Gavignano, Kerkelijke Staat                        | Concilie van Lateranen IV. Vierde Kruistocht. Kinderkruistocht. |                                               |

#### 13e eeuw (1216-1303)
| Nr. | Paus | Paus                                                                                                | Pontificaat                                               | Geboorteplaats                           | Opmerkingen | Wapen |
| --- | ---- | --------------------------------------------------------------------------------------------------- | --------------------------------------------------------- | ---------------------------------------- | --- | ----- |
| 177 |      | Honorius III Cencio                                                                                 | 18 juli 1216 - 18 maart 1227 (10 jaar en 243 dagen)       | Rome, Kerkelijke Staat                   | Vijfde Kruistocht. |       |
| 178 |      | Gregorius IX Ugolino dei Conti di Segni                                                             | 19 maart 1227 - 22 augustus 1241 (14 jaar en 156 dagen)   | Anagni, Kerkelijke Staat                 | Zesde Kruistocht |       |
| 179 |      | Celestinus IV Coelestinus Goffredo Castiglioni                                                      | 25 oktober 1241 - 10 november 1241 (16 dagen)             | Milaan, Koninkrijk Italië                | Stierf voor zijn inzegening. |       |
| -   |      | Sedisvacatie                                                                                        | 10 november 1241 - 25 juni 1243 (1 jaar en 227 dagen)     |                                          | |       |
| 180 |      | Innocentius IV Sinibaldo Fieschi                                                                    | 25 juni 1243 - 7 december 1254 (11 jaar en 165 dagen)     | Genua, Republiek Genua                   | Eerste concilie van Lyon. Zevende Kruistocht. |       |
| 181 |      | Alexander IV Rinaldo dei Conti di Jenne                                                             | 12 december 1254 - 25 mei 1261 (6 jaar en 164 dagen)      | Jenne, Kerkelijke Staat                  | |       |
| 182 |      | Urbanus IV Jacques Pantaléon                                                                        | 29 augustus 1261 - 2 oktober 1264 (3 jaar en 34 dagen)    | Troyes, Graafschap Champagne, Frankrijk  | |       |
| 183 |      | Clemens IV Gui Faucoi                                                                               | 5 februari 1265 - 29 november 1268 (3 jaar en 298 dagen)  | Saint-Gilles, Languedoc, Frankrijk       | |       |
| -   |      | Sedisvacatie                                                                                        | 29 november 1268 - 1 september 1271 (2 jaar en 276 dagen) |                                          | Bijna drie jaar zonder paus door onenigheid tussen de kardinalen. Achtste Kruistocht. |       |
| 184 |      | Z. Gregorius X Tebaldo Visconti                                                                     | 1 september 1271 - 10 januari 1276 (4 jaar en 131 dagen)  | Piacenza, Koninkrijk Italië              | Tweede concilie van Lyon. Negende (en laatste) Kruistocht. Invoering van het Conclaaf |       |
| 185 |      | Z. Innocentius V, O.P. Pierre de Tarentaise                                                         | 21 januari 1276 - 22 juni 1276 (153 dagen)                | Savoy, Heilige Roomse Rijk               | |       |
| 186 |      | Adrianus V Hadrianus Ottobuono Fieschi                                                              | 11 juli 1276 - 18 augustus 1276 (38 dagen)                | Genua, Republiek Genua                   | |       |
| 187 |      | Johannes XXI Ioannes Vicesimus Primus Pedro Julião (soms ook wel: Petrus Hispanus en Pedro Hispano) | 8 september 1276 - 20 mei 1277 (254 dagen)                | Lissabon, Portugal                       | Door verwarring over de nummering bij de pausen met de naam Johannes in de 13e eeuw, was er geen Johannes XX. Deze paus koos ervoor om de XX over te slaan en zichzelf Johannes XXI te noemen. Hij wilde een fout corrigeren die men toen dacht dat die bestond tussen de pausen Johannes XV tot XIX. |       |
| 188 |      | Nicolaas III Nicolaus Giovanni Gaetano Orsini                                                       | 25 november 1277 - 22 augustus 1280 (2 jaar en 271 dagen) | Rome, Kerkelijke Staat                   | |       |
| 189 |      | Martinus IV Simon de Brion                                                                          | 22 februari 1281 - 28 maart 1285 (4 jaar en 34 dagen)     | Meinpicien, Touraine, Frankrijk          | |       |
| 190 |      | Honorius IV Giacomo Savelli                                                                         | 2 april 1285 - 3 april 1287 (2 jaar en 1 dagen)           | Rome, Kerkelijke Staat                   | |       |
| 191 |      | Nicolaas IV, O.F.M. Nicolaus Girolamo Masci                                                         | 22 februari 1288 - 4 april 1292 (4 jaar en 42 dagen)      | Lisciano, Kerkelijke Staat               | |       |
| -   |      | Sedisvacatie                                                                                        | 4 april 1292 - 5 juli 1294 (2 jaar en 92 dagen)           |                                          | Twee jaar zonder paus door onenigheid tussen de kardinalen. |       |
| 192 |      | H. Celestinus V, O.S.B. Coelestinus Pietro da Morrone                                               | 5 juli 1294 - 13 december 1294 (161 dagen)                | Sant'Angelo Limosano, Koninkrijk Sicilië | Trad vrijwillig uit het pontificaat. |       |
| 193 |      | Bonifatius VIII Benedetto Caetani                                                                   | 24 december 1294 - 11 oktober 1303 (8 jaar en 291 dagen)  | Anagni, Kerkelijke Staat                 | |       |

#### 14e eeuw (1303-1423)
| Nr. | Paus | Paus                                                          | Pontificaat                                                  | Geboorteplaats                       | Opmerkingen                                                   | Wapen |
| --- | ---- | ------------------------------------------------------------- | ------------------------------------------------------------ | ------------------------------------ | ------------------------------------------------------------- | ----- |
| 194 |      | Z. Benedictus XI, O.P. Niccolò Boccasini                      | 22 oktober 1303 - 7 juli 1304 (259 dagen)                    | Treviso                              |                                                               |       |
| 195 |      | Clemens V Bertrand de Got                                     | 5 juni 1305 - 20 april 1314 (8 jaar en 319 dagen)            | Villandraut, Gascogne, Frankrijk     | Paus in Avignon. Concilie van Vienne.                         |       |
| -   |      | Sedisvacatie                                                  | 20 april 1314 - 7 augustus 1316 (2 jaar en 109 dagen)        |                                      | Twee jaar zonder paus door onenigheid tussen de kardinalen    |       |
| 196 |      | Johannes XXII Ioannes Vicesimus Jacques d'Euse; Jacques Duèse | 7 augustus 1316 - 4 december 1334 (18 jaar en 119 dagen)     | Cahors, Quercy, Frankrijk            | Paus in Avignon.                                              |       |
| -   |      | Nicolaas V Nicolaus Pietro Rainalducci                        | 12 mei 1328 - 25 juli 1330 (2 jaar en 74 dagen)              |                                      | Tegenpaus in Avignon.                                         |       |
| 197 |      | Benedictus XII, O.Cist. Jacques Fournier                      | 20 december 1334 - 25 april 1342 (7 jaar en 126 dagen)       | Saverdun, Graafschap Foix, Frankrijk | Paus in Avignon.                                              |       |
| 198 |      | Clemens VI, O.S.B. Pierre Roger                               | 7 mei 1342 - 6 december 1352 (10 jaar en 213 dagen)          | Maumont, Limousin, Frankrijk         | Paus in Avignon.                                              |       |
| 199 |      | Innocentius VI Étienne Aubert                                 | 18 december 1352 - 12 september 1362 (9 jaar en 268 dagen)   | Les Monts, Limousin, Frankrijk       | Paus in Avignon.                                              |       |
| 200 |      | Z. Urbanus V, O.S.B. Guillaume (de) Grimoard                  | 28 september 1362 - 19 december 1370 (8 jaar en 82 dagen)    | Grizac, Languedoc, Frankrijk         | Paus in Avignon.                                              |       |
| 201 |      | Gregorius XI Pierre Roger de Beaufort                         | 30 december 1370 - 27 maart 1378 (7 jaar en 87 dagen)        | Maumont, Limousin, Frankrijk         | Paus in Avignon; keerde terug naar Rome. Laatste Franse paus. |       |
| 202 |      | Urbanus VI Bartolomeo Prignano                                | 8 april 1378 - 15 oktober 1389 (11 jaar en 190 dagen)        | Napels, Koninkrijk Napels            | Begin Westers Schisma.                                        |       |
| -   |      | Clemens VII Robert van Genève                                 | 20 september 1378 - 16 september 1394 (15 jaar en 361 dagen) |                                      | Tegenpaus in Avignon.                                         |       |
| 203 |      | Bonifatius IX Pietro Tomacelli                                | 2 november 1389 - 1 oktober 1404 (14 jaar en 334 dagen)      | Napels, Koninkrijk Napels            |                                                               |       |
| -   |      | Benedictus XIII Pedro de Luna                                 | 11 oktober 1394 - 23 mei 1423 (28 jaar en 224 dagen)         |                                      | Tegenpaus in Avignon.                                         |       |

#### 15e eeuw (1404-1503)
- De geboortedata van de pausen tot en met Innocentius VIII zijn onzeker. Bij deze pausen is de laagst mogelijke leeftijd weergegeven.

| Nr. | Paus | Paus                                              | Pontificaat                                                | Leeftijd Begin/Eind Pontificaat | Geboorteplaats                                | Opmerkingen | Wapen |
| --- | ---- | ------------------------------------------------- | ---------------------------------------------------------- | ------------------------------- | --------------------------------------------- | --- | ----- |
| 204 |      | Innocentius VII Cosimo Gentile Migliorati         | 17 oktober 1404 - 6 november 1406 (2 jaar en 20 dagen)     | 65 / 67                         | Sulmona, Koninkrijk Napels                    | |       |
| 205 |      | Gregorius XII Angelo Correr                       | 30 november 1406 - 4 juli 1415 (8 jaar en 216 dagen)       |                                 | Venetië, Republiek Venetië                    | Trad af tijdens het Concilie van Konstanz, dat bijeen werd geroepen door Johannes XXIII.                                                                               |       |
| -   |      | Alexander V Pietro Philargi                       | 26 juni 1409 - 3 mei 1410 (311 dagen)                      |                                 |                                               | Tegenpaus in Pisa. |       |
| -   |      | Johannes XXIII Ioannes Vicesimus Baldassare Cossa | 25 mei 1410 - 20 maart 1415 (4 jaar en 299 dagen)          |                                 |                                               | Tegenpaus in Pisa. |       |
| -   |      | Sedisvacatie                                      | 4 juli 1415 - 11 november 1417 (2 jaar en 130 dagen)       |                                 | Twee jaar zonder paus.                        | |       |
| 206 |      | Martinus V Oddone Colonna                         | 11 november 1417 - 20 februari 1431 (13 jaar en 101 dagen) | 48 / 62                         | Genazzano, Kerkelijke Staat                   | Einde Westers Schisma. Concilie van Bazel. Oprichting Katholieke Universiteit Leuven.                                                                                  |       |
| -   |      | Clemens VIII Sanchez Muñoz                        | 10 juni 1423 - 26 juli 1429 (6 jaar en 36 dagen)           |                                 |                                               | Tegenpaus in Avignon. |       |
| -   |      | Benedictus XIV Bernard Garnier                    | 1425 - 1430 (~5 jaar)                                      |                                 |                                               | Tegenpaus in Avignon. |       |
| 207 |      | Eugenius IV, O.S.A. Gabriele Condulmer            | 3 maart 1431 - 23 februari 1447 (15 jaar en 357 dagen)     | 47 / 63                         | Venetië, Republiek Venetië                    | Kroonde Keizer Sigismund in Rome in 1433. Verplaatste het Concilie van Bazel eerst naar Ferrara en nog later naar Florence door de uitbraak van de builenpest.         |       |
| -   |      | Felix V Amadeus VIII van Savoye                   | 5 november 1439 - 7 april 1449 (9 jaar en 153 dagen)       |                                 |                                               | Laatste tegenpaus met een groot aantal volgers. |       |
| 208 |      | Nicolaas V Nicolaus Tommaso Parentucelli          | 6 maart 1447 - 24 maart 1455 (8 jaar en 18 dagen)          | 49 / 57                         | Sarzana, Republiek Genua                      | Vierde het Heilig Jaar van 1450. Kroonde Keizer Frederik III in Rome. Maakte een bibliotheek in het Vaticaan, wat later de Bibliotheca Apostolica Vaticana zou worden. |       |
| 209 |      | Calixtus III Alfonso de Borgia                    | 8 april 1455 - 6 augustus 1458 (3 jaar en 120 dagen)       | 76 / 79                         | Xàtiva, Koninkrijk Valencia, Kroon van Aragón | Eerste Spaanse paus |       |
| 210 |      | Pius II Enea Silvio Piccolomini                   | 19 augustus 1458 - 15 augustus 1464 (5 jaar en 362 dagen)  | 52 / 58                         | Corsignano, Republiek Siena                   | |       |
| 211 |      | Paulus II Pietro Barbo                            | 30 augustus 1464 - 26 juli 1471 (6 jaar en 330 dagen)      | 47 / 54                         | Venetië, Republiek Venetië                    | Neef van Eugenius IV |       |
| 212 |      | Sixtus IV, O.F.M. Francesco della Rovere          | 9 augustus 1471 - 12 augustus 1484 (13 jaar en 3 dagen)    | 57 / 70                         | Celle Ligure, Republiek Genua                 | Bouw van de Sixtijnse Kapel. |       |
| 213 |      | Innocentius VIII Giovanni Battista Cybo           | 29 augustus 1484 - 25 juli 1492 (7 jaar en 331 dagen)      | 51 / 59                         | Genua, Republiek Genua                        | |       |
| 214 |      | Alexander VI Rodrigo de Lanzol-Borgia             | 11 augustus 1492 - 18 augustus 1503 (11 jaar en 7 dagen)   | 61 / 72                         | Xàtiva, Koninkrijk Valencia, Kroon van Aragón | Neef van Calixtus III. |       |

### 16e–20e eeuw (1503-2005)

#### 16e eeuw (1503-1605)
| Nr. | Paus | Paus                                               | Pontificaat                                                 | Leeftijd Begin/Eind Pontificaat | Geboorteplaats                               | Opmerkingen | Wapen |
| --- | ---- | -------------------------------------------------- | ----------------------------------------------------------- | ------------------------------- | -------------------------------------------- | --- | ----- |
| 215 |      | Pius III Francesco Todeschini Piccolomini          | 22 september 1503 - 18 oktober 1503 (26 dagen)              | 64 / 64                         | Siena, Republiek Siena                       | Neef van Pius II |       |
| 216 |      | Julius II Iulius Giuliano della Rovere             | 31 oktober 1503 - 21 februari 1513 (9 jaar en 113 dagen)    | 59 / 69                         | Albisola, Republiek Genua                    | Neef van Sixtus IV; belegde het Vijfde concilie van Lateranen. Michelangelo beschilderde de Sixtijnse Kapel. Begin herbouw Sint-Pieterskerk. Voor het eerste controleerde de paus effectief de gehele Kerkelijke Staat. |       |
| 217 |      | Leo X Giovanni di Lorenzo de' Medici               | 9 maart 1513 - 1 december 1521 (8 jaar en 267 dagen)        | 37 / 45                         | Florence, Florentijnse Republiek             | Excommunicatie van Maarten Luther. |       |
| 218 |      | Adrianus VI Hadrianus Aryaen Floriszoon Boeyens    | 9 januari 1522 - 14 september 1523 (1 jaar en 248 dagen)    | 62 / 64                         | Utrecht, Sticht Utrecht, Heilige Roomse Rijk | De enige Nederlandse paus, soms ook als Duitse paus gerekend. Laatste niet-Italiaanse paus tot Johannes Paulus II in 1978.                                                                                              |       |
| 219 |      | Clemens VII Giulio di Giuliano de' Medici          | 26 november 1523 - 25 september 1534 (10 jaar en 303 dagen) | 45 / 56                         | Florence, Florentijnse Republiek             | Neef van Leo X. |       |
| 220 |      | Paulus III Alessandro Farnese                      | 13 oktober 1534 - 10 november 1549 (15 jaar en 28 dagen)    | 66 / 81                         | Canino, Lazio, Kerkelijke Staat              | Concilie van Trente. |       |
| 221 |      | Julius III Iulius Giovanni Maria Ciocchi del Monte | 7 februari 1550 - 29 maart 1555 (5 jaar en 50 dagen)        | 62 / 67                         | Rome, Kerkelijke Staat                       | |       |
| 222 |      | Marcellus II Marcello Cervini                      | 9 april 1555 - 30 april of 1 mei 1555 (21/22 dagen)         | 53 / 53                         | Montefano, Marche, Kerkelijke Staat          | Laatste paus die zijn geboortenaam behield na benoeming. |       |
| 223 |      | Paulus IV, C.R. Giovanni Pietro Carafa             | 23 mei 1555 - 18 augustus 1559 (4 jaar en 87 dagen)         | 78 / 83                         | Capriglia Irpina, Koninkrijk Napels          | |       |
| 224 |      | Pius IV Giovanni Angelo Medici                     | 26 december 1559 - 9 december 1565 (5 jaar en 348 dagen)    | 60 / 66                         | Milaan, Hertogdom Milaan                     | |       |
| 225 |      | H. Pius V, O.P. Michele Ghislieri                  | 7 januari 1566 - 1 mei 1572 (6 jaar en 115 dagen)           | 61 / 68                         | Bosco, Hertogdom Milaan                      | Ratificering en besluit, plus uitgave van de Romeinse Catechismus. Excommunicatie Elizabeth I. |       |
| 226 |      | Gregorius XIII Ugo Boncompagni                     | 13 mei 1572 - 10 april 1585 (12 jaar en 322 dagen)          | 70 / 83                         | Bologna, Kerkelijke Staat                    | Invoering Gregoriaanse kalender in 1582. 4 oktober ging over in 15 oktober, er vielen 10 dagen weg. |       |
| 227 |      | Sixtus V, O.F.M. Conv. Felice Peretti              | 24 april 1585 - 27 augustus 1590 (5 jaar en 125 dagen)      | 63 / 68                         | Grottammare, Marche, Kerkelijke Staat        | |       |
| 228 |      | Urbanus VII Giovanni Battista Castagna             | 15 september 1590 - 27 september 1590 (12 dagen)            | 69 / 69                         | Rome, Kerkelijke Staat                       | Kortste pontificaat van alle officiële pausen. Stierf voor zijn installatie. |       |
| 229 |      | Gregorius XIV Niccolò Sfondrati                    | 1590 - 15/16 oktober 1591 (314/315 dagen)                   | 55 / 56                         | Somma Lombardo, Hertogdom Milaan             | |       |
| 230 |      | Innocentius IX Giovanni Antonio Facchinetti        | 29 oktober 1591 - 30 december 1591 (62 dagen)               | 72 / 72                         | Bologna, Kerkelijke Staat                    | |       |
| 231 |      | Clemens VIII Ippolito Aldobrandini                 | 30 januari 1592 - 3 maart 1605 (13 jaar en 32 dagen)        | 55 / 69                         | Fano, Marche, Kerkelijke Staat               | |       |

#### 17e eeuw (1605-1721)
| Nr. | Paus | Paus                                     | Pontificaat                                                        | Leeftijd Begin/Eind Pontificaat | Geboorteplaats                   | Opmerkingen                      | Wapen |
| --- | ---- | ---------------------------------------- | ------------------------------------------------------------------ | ------------------------------- | -------------------------------- | -------------------------------- | ----- |
| 232 |      | Leo XI Alessandro Ottaviano de' Medici   | 1 april 1605 - 27 april 1605 (26 dagen)                            | 69 / 69                         | Florence, Hertogdom Florence     | Neef van Leo X.                  |       |
| 233 |      | Paulus V Camillo Borghese                | 16 mei 1605 - 28 januari 1621 (15 jaar en 257 dagen)               | 52 / 68                         | Rome, Kerkelijke Staat           |                                  |       |
| 234 |      | Gregorius XV Alessandro Ludovisi         | 9 februari 1621 - 8 juli 1623 (2 jaar en 149 dagen)                | 67 / 69                         | Bologna, Kerkelijke Staat        |                                  |       |
| 235 |      | Urbanus VIII Maffeo Barberini            | 6 augustus 1623 - 29 juli 1644 (20 jaar en 358 dagen)              | 55 / 76                         | Florence, Groothertogdom Toscane | Rechtszaak tegen Galileo Galilei |       |
| 236 |      | Innocentius X Giovanni Battista Pamphilj | 15 september 1644 - 7 januari 1655 (10 jaar en 114 dagen)          | 70 / 80                         | Rome, Kerkelijke Staat           |                                  |       |
| 237 |      | Alexander VII Fabio Chigi                | 7 april 1655 - 22 mei 1667 (12 jaar en 45 dagen)                   | 56 / 68                         | Siena, Groothertogdom Toscane    | Aanleg Sint-Pietersplein.        |       |
| 238 |      | Clemens IX Giulio Rospigliosi            | 20 juni 1667 - 9 december 1669 (2 jaar en 172 dagen)               | 67 / 69                         | Pistoia, Groothertogdom Toscane  |                                  |       |
| 239 |      | Clemens X Emilio Altieri                 | 29 april 1670 - 22 juli 1676 (6 jaar en 84 dagen)                  | 79 / 86                         | Rome, Kerkelijke Staat           |                                  |       |
| 240 |      | Z. Innocentius XI Benedetto Odescalchi   | 21 september 1676 - 11/12 augustus 1689 (12 jaar en 324/325 dagen) | 65 / 78                         | Como, Hertogdom Milaan           |                                  |       |
| 241 |      | Alexander VIII Pietro Vito Ottoboni      | 6 oktober 1689 - 1 februari 1691 (1 jaar en 118 dagen)             | 79 / 80                         | Venetië, Republiek Venetië       |                                  |       |
| 242 |      | Innocentius XII Antonio Pignatelli       | 12 juli 1691 - 27 september 1700 (9 jaar en 77 dagen)              | 76 / 85                         | Spinazzola, Koninkrijk Napels    |                                  |       |
| 243 |      | Clemens XI Giovanni Francesco Albani     | 23 november 1700 - 19 maart 1721 (20 jaar en 116 dagen)            | 51 / 71                         | Urbino, Marche, Kerkelijke Staat |                                  |       |

#### 18e eeuw (1721-1823)
| Nr. | Paus | Paus                                                           | Pontificaat                                                | Leeftijd Begin/Eind Pontificaat | Geboorteplaats                             | Opmerkingen | Wapen |
| --- | ---- | -------------------------------------------------------------- | ---------------------------------------------------------- | ------------------------------- | ------------------------------------------ | --- | ----- |
| 244 |      | Innocentius XIII Michelangelo de’ Conti                        | 8 mei 1721 - 7 maart 1724 (2 jaar en 304 dagen)            | 65 / 68                         | Poli, Lazio, Kerkelijke Staat              | |       |
| 245 |      | Benedictus XIII, O.P. Pierfrancesco Orsini                     | 29 mei 1724 - 21 februari 1730 (5 jaar en 268 dagen)       | 75 / 81                         | Gravina in Puglia, Koninkrijk Napels       | |       |
| 246 |      | Clemens XII Lorenzo Corsini                                    | 12 juli 1730 - 6 februari 1740 (9 jaar en 209 dagen)       | 78 / 87                         | Florence, Groothertogdom Toscane           | |       |
| 247 |      | Benedictus XIV Prospero Lorenzo Lambertini                     | 17 augustus 1740 - 3 mei 1758 (17 jaar en 259 dagen)       | 65 / 83                         | Bologna, Kerkelijke Staat                  | |       |
| 248 |      | Clemens XIII Carlo della Torre Rezzonico                       | 6 juli 1758 - 2 februari 1769 (10 jaar en 211 dagen)       | 65 / 75                         | Venetië, Republiek Venetië                 | |       |
| 249 |      | Clemens XIV, O.F.M. Conv. Giovanni Vincenzo Antonio Ganganelli | 19 mei 1769 - 22 september 1774 (5 jaar en 126 dagen)      | 63 / 68                         | Santarcangelo di Romagna, Kerkelijke Staat | Op 21 juli 1773 opheffing van de jezuïetenorde. |       |
| 250 |      | Pius VI Giovanni Angelo Braschi                                | 15 februari 1775 - 29 augustus 1799 (24 jaar en 195 dagen) | 57 / 81                         | Cesena, Kerkelijke Staat                   | In 1799 door Franse Republikeinen gevangen gezet in de citadel van Valence, waar hij na een maand is gestorven. Napoleon roofde veel Romeinse kunstschatten en bracht die vervolgens over naar Parijs. |       |
| -   |      | Sedisvacatie                                                   | 29 augustus 1799 - 14 maart 1800 (197 dagen)               |                                 |                                            | Zes maanden zonder paus door de dood van de oude in een gevangenis, gevolgd door onenigheid tussen de kardinalen.                                                                                      |       |
| 251 |      | Pius VII, O.S.B. Barnaba Niccolò Maria Luigi Chiaramonti       | 14 maart 1800 - 20 augustus 1823 (23 jaar en 159 dagen)    | 57 / 81                         | Cesena, Kerkelijke Staat                   | Concordaat met Napoleon. |       |

#### 19e eeuw (1823-1903)
| Nr. | Paus | Paus                                                                                | Pontificaat                                                | Leeftijd Begin/Eind Pontificaat                        | Geboorteplaats                            | Opmerkingen | Wapen |  |
| --- | ---- | ----------------------------------------------------------------------------------- | ---------------------------------------------------------- | ------------------------------------------------------ | ----------------------------------------- | --- | ----- |  |
| 252 |      | Leo XII Annibale Francesco Clemente Melchiore Girolamo Nicola Sermattei della Genga | 28 september 1823 - 10 februari 1829 (5 jaar en 135 dagen) | 63 / 68                                                | Genga of Spoleto, Kerkelijke Staat        | |       |  |
| 253 |      | width=200px                                                                         | Pius VIII Francesco Saverio Castiglioni                    | 31 maart 1829 - 30 november 1830 (1 jaar en 244 dagen) | 67 / 69                                   | Cingoli, Marche, Kerkelijke Staat |       |  |
| 254 |      | Gregorius XVI, O.S.B. Cam. Bartolomeo Alberto Cappellari                            | 2 februari 1831 - 1 juni 1846 (15 jaar en 119 dagen)       | 65 / 80                                                | Belluno, Republiek Venetië                | In 1825 tot kardinaal benoemd. Als pauselijk legaat maakte hij het concordaat van het Vaticaan met de Nederlanden. In 1831 instelling van de pauselijke "Orde van de Heilige Gregorius de Grote". De laatste niet-bisschop die paus werd. |       |  |
| 255 |      | Z. Pius IX, O.F.S. Giovanni Maria Mastai-Ferretti                                   | 16 juni 1846 - 7 februari 1878 (31 jaar en 236 dagen)      | 54 / 85                                                | Senigallia, Marche, Kerkelijke Staat      | Kondigde in 1854 het dogma af van de Onbevlekte Ontvangenis van de H. Maria. Van 1869-1870 Concilie van Vaticanum I met afkondiging dogma van de onfeilbaarheid van de paus. Dit was het langste pontificaat sinds Petrus.                |       |  |
| 256 |      | Leo XIII, O.F.S. Gioacchino Vincenzo Raffaele Luigi Pecci                           | 20 februari 1878 - 20 juli 1903 (25 jaar en 150 dagen)     | 67 / 93                                                | Carpineto Romano, Lazio, Kerkelijke Staat | Strijd tegen liberalisme en encycliek Rerum Novarum. |       |  |

#### 20e eeuw (1903-2005)
| Nr. | Paus | Paus                                                         | Pontificaat                                              | Leeftijd Begin/Eind Pontificaat | Geboorteplaats                                   | Opmerkingen | Wapen |
| --- | ---- | ------------------------------------------------------------ | -------------------------------------------------------- | ------------------------------- | ------------------------------------------------ | --- | ----- |
| 257 |      | H. Pius X Giuseppe Melchiorre Sarto                          | 4 augustus 1903 - 20 augustus 1914 (11 jaar en 16 dagen) | 68 / 79                         | Riese, Lombardije-Venetië, Keizerrijk Oostenrijk | Bestreed het Modernisme, invoering Communie vanaf de leeftijd van zeven jaar. |       |
| 258 |      | Benedictus XV Giacomo Paolo Giovanni Battista della Chiesa   | 3 september 1914 - 22 januari 1922 (7 jaar en 141 dagen) | 59 / 67                         | Genua, Koninkrijk Sardinië                       | Bijgenaamd de vredespaus, dit vanwege zijn inzet voor de totstandkoming van een snelle vredesoplossing tijdens de Eerste Wereldoorlog.                                                                      |       |
| 259 |      | Pius XI Achille Ambrogio Damiano Ratti                       | 6 februari 1922 - 10 februari 1939 (17 jaar en 4 dagen)  | 64 / 81                         | Desio, Lombardije-Venetië, Keizerrijk Oostenrijk | Tekende het Verdrag van Lateranen in 1929. Hiermee werd Vaticaanstad een soevereine staat. |       |
| 260 |      | E. Pius XII Eugenio Maria Giuseppe Giovanni Pacelli          | 2 maart 1939 - 9 oktober 1958 (19 jaar en 221 dagen)     | 63 / 82                         | Rome, Italië                                     | Maria-Tenhemelopneming als dogma. Motto: Opus Justitiae Pax ("Vrede is het werk van de gerechtigheid") |       |
| 261 |      | H. Johannes XXIII Ioannes Vicesimus Angelo Giuseppe Roncalli | 28 oktober 1958 - 3 juni 1963 (4 jaar en 218 dagen)      | 77 / 81                         | Sotto il Monte, Bergamo, Italië                  | Begin Concilie van Vaticanum II. Motto: Obedientia et Pax ("Gehoorzaamheid en vrede") |       |
| 262 |      | H. Paulus VI Giovanni Battista Enrico Antonio Maria Montini  | 21 juni 1963 - 6 augustus 1978 (15 jaar en 46 dagen)     | 65 / 80                         | Concesio, Brescia, Italië                        | Einde Concilie van Vaticanum II. Motto: Cum Ipso in Monte ("Met Hem op de berg") |       |
| 263 |      | Z. Johannes Paulus I Ioannes Paulus Albino Luciani           | 26 augustus 1978 - 28 september 1978 (33 dagen)          | 65 / 65                         | Forno di Canale, Veneto, Italië                  | Eerste en enige paus die "de eerste" gebruikte in zijn naam. Eerste paus met twee namen, van zijn twee voorgangers. Eerste paus sinds Lando (913-914) met een nieuwe naam. Motto: Humilitas ("Nederigheid") |       |
| 264 |      | H. Johannes Paulus II Ioannes Paulus Karol Józef Wojtyła     | 16 oktober 1978 - 2 april 2005 (26 jaar en 168 dagen)    | 58 / 84                         | Wadowice, Polen                                  | Eerste Poolse en niet-Italiaanse paus in 455 jaar. Motto: Totus Tuus ("Geheel de uwe") |       |

### 21e eeuw (2005-heden)
| Nr. | Paus | Paus                                     | Pontificaat                                            | Leeftijd Begin/Eind Pontificaat | Geboorteplaats             | Opmerkingen | Wapen |
| --- | ---- | ---------------------------------------- | ------------------------------------------------------ | ------------------------------- | -------------------------- | --- | ----- |
| 265 |      | Benedictus XVI Joseph Aloisius Ratzinger | 19 april 2005 - 28 februari 2013 (7 jaar en 315 dagen) | 78 / 85                         | Marktl, Beieren, Duitsland | Oudste paus bij benoeming sinds paus Clemens XII in 1730. Eerste paus die vrijwillig bij leven aftrad sinds 1294. Motto: Cooperatores Veritatis ("Medewerkers van de waarheid")                                                                      |       |
| 266 |      | Franciscus, S.J. Jorge Mario Bergoglio   | 13 maart 2013 - 21 april 2025 (12 jaar en 39 dagen)    | 76 / 88                         | Buenos Aires, Argentinië   | Eerste paus van buiten Europa sinds Gregorius III, uit Latijns-Amerika, van het zuidelijk halfrond, jezuïet en eerste paus die een geheel nieuwe en unieke naam aannam sinds Lando (913-914). Motto: Miserando atque Eligendo ("Gekozen uit genade") |       |
| 267 |      | Leo XIV, O.S.A. Robert Francis Prevost   | 8 mei 2025 - heden (0 jaar en 102 dagen)               | 69 / ...                        | Chicago, Verenigde Staten  | Eerste paus uit de Verenigde staten en Noord-Amerika Motto: In illo uno unum ("In die ene zijn wij één") |       |